# 평양 호남리 유적
평양 호남리 유적(平壤 湖南里 遺蹟) 또는 남경 유적(南京 遺蹟)은  평양직할시 삼석구역 호남리 남경마을에 있는 주거지와 고분 유적이다. 1979년부터 1981년까지 조선민주주의인민공화국 사회과학원 고고학연구소가 발굴하였으며, 시기는 신석기 시대, 청동기 시대, 철기 시대에 걸친다.
대동강의 오른쪽 기슭, 호남리 남경마을의 앞 들판에 위치하며 남북 길이 약 50m, 동서 길이 약 1,000m로 너비가 약 50,000m2에 달한다. 대동강의 침식으로 남쪽 부분이 많이 유실되었는데, 이 부분까지 포함한다면 범위가 더 넓었을 것으로 추정된다.

## 유적
신석기 시대 집터 5개와 청동기 시대 집터 22개, 돌관무덤, 독무덤들이 발굴되었으며 4,000여 점의 유물이 나왔다.

### 주거지
신석기 시대 주거지로는 제12, 17, 31, 32, 37호가 있다. 청동기 시대 주거지로는 청동기 1기에 해당하는 제6, 7, 9, 30, 33, 34, 36호, 청동기 2기에 해당하는 제3, 4, 5, 10, 11, 16, 18, 19, 35호, 청동기 3기에 해당하는 제1, 2, 8, 13, 14, 15호가 있다. 

#### 신석기 시대 주거지
신석기 시대 집터에서는 600여 개의 그물추가 한곳에서 드러난 것을 비롯하여 도끼, 끌, 대팻날, 칼, 갈돌과 같은 석기들과 독, 단지, 바리, 잔 등 여러 종류의 질그릇이 120여 개 정도 나왔다. 
신석기 시대 주거지 5기는 질그릇갖춤새가 서로 다른 2개 부류의 주거지로 구분된다. 하나는 바탕흙에 곱돌을 섞어 만든 질그릇만 나온 제12, 17, 37호 주거지들이다. 다른 하나는 곱돌을 섞지 않은 질그릇들이 나온 제31, 32호 주거지들이다. 금탄리 유적의 예로 미뤄보면, 바탕흙에 곱돌만을 섞은 질그릇이 나온 주거지가 곱돌을 섞지 않은 질그릇이 나온 주거지보다 시기가 앞선 것으로 여겨진다.
질그릇 무늬의 수법에서도 제1기 주거지 질그릇은 사선을 엇바꾸어 그어서 된 전나무잎 무늬를 내거나 사선을 교차시켜서 격선무늬를 냈다. 이는 궁산문화(弓山文化) 제4기에 속하며 용당포 유적에서도 같은 수법을 볼 수 있다. 이에 비해 제2기 주거지 질그릇은 모래만 섞은 바탕흙, 덧무늬그릇, 점선띠무늬의 둥근 밑창단지, 비율이 늘어나는 민무늬 그릇 등 금탄리 유적 제2문화층과 공통점이 있다.
제2기 주민이 남긴 각종 노동 도구는 이 시기의 생산활동이 높은 단계에 이르렀음을 보여준다. 또한, 식기류가 이전보다 뚜렷이 보이는 것은 알곡 생산이 늘어난 것과 관련된다. 이는 탄화된 조와 도토리가 발견된 것에서도 알 수 있다.
대표적인 것은 31호 집터이다. 길이 13.5m, 너비 8.4m인 이 집터는 조선에서 지금까지 알려진 신석기 시대 집터들 가운데서 비교적 규모가 크며 바닥도 아래, 위 2단을 이룬 독특한 짜임새로 이루어졌다. 집터 바닥의 복판에는 불을 피우던 자리가 있다. 이 집터에서는 갈돌 12개, 낟알 저장용 독 10개 정도가 나왔다.

#### 청동기 시대 주거지
청동기 시대 제1기 주거지들은 짜임새에 따라 두 가지로 분류된다. 하나는 장축이 동서(서북-동남)로 놓여 있거나 네 벽이 경사지고 바닥에 기둥구멍이 없는 주거지들(제7, 9, 30, 33, 34호)이다. 다른 하나는 장축이 남북(북동-남서)으로 놓여 있고 네 벽의 벽체는 수직이며 바닥에 기둥구멍이 없는 주거지들(제6, 36호)이다. 이들은 금탄리 유적 제1호 및 제2호 주거지와 석탄리 유적 첫째 유형 주거지와 같은 시기로 추정된다.
주목되는 것은 36호 집터에서 오곡이 발굴된 것이다. 벼, 콩, 조, 기장, 수수 등 다섯 가지 낟알들이 집터 한가운데 있는 지름 1m 범위의 흙 속에 뒤섞여 흩어져 있었는데, 이것은 청동기 시대에 평양 일대를 중심으로 한 대동강 및 재령강 유역에 살던 팽이그릇 주민들 사이에서 농업이 결정적인 생업이었음을 알려주는 중요한 자료이다. 벼와 콩이 특히 중요한 의의를 지니는데, 남경유적에서 발굴된 벼는 평균 길이 4.5mm, 너비 2.5mm, 길이와 너비의 비례 1.8:1로서 단중립형에 속한다. 일본의 유적들에서 드러난 가장 이른 시기의 벼도 남경유적의 것과 같은 단중립형으로, 벼가 한반도를 통해 일본으로 전파되었음을 알 수 있다. 남경 유적과 함경북도 회령시 오동 유적에서 탄화 콩이 발굴됨에 따라, 조선민주주의인민공화국이 콩 종주국으로 부상하기도 했다. 웹사이트 내나라의 "조선은 콩의 원산지"라는 기사는 "콩은 우리 선조들이 세계에서 제일 처음으로 재배하기 시작한 농작물이다."로 시작한다.
청동기 시대 2기 주거지들은 전형 또는 변형의 팽이그릇과 함께 미송리형 단지가 나와 다른 주거지들과 구별되며, 주거지의 짜임새도 특징적이다. 이 시기의 주거지 짜임새는 다시 두 가지로 분류된다. 하나는 제5호 주거지처럼 주거지 복판에 기둥구멍이 없고 네 벽을 따라 지름 10cm 정도의 통나무를 벽체 골조로 촘촘히 세운 것이다. 다른 하나는 제4, 10, 11호 주거지와 같이 주거지 복판의 장축 중심선상에 기둥구멍들이 3개 있고, 네 벽가에는 기둥 혹은 벽체 골조가 가는 통나무그루들로 된 것이다. 이들은 고연리 유적과 석탄리 유적의 자료들과 관련되어 주목된다.
청동기 시대 제3기 주거지에서 크기를 알 수 있는 4개 중 3개는 제1, 2, 15호 주거지로, 주거지의 장축 중심선상에 기둥구멍이 한 줄 뚫려 있다. 이와는 달리, 제8호 주거지는 돌을 바닥에 깔고 그 테두리에 돌을 돌려놓은 시설물들이 있다. 불을 피운 흔적이 없어 화덕자리로 보기는 어려우며, 주거지 바닥에 얕은 부분과 깊은 부분이 있는 점이 구별된다. 이들은 금탄리 유적 제8호 집터와 석탄리 유적 둘째 유형 주거지들과 공통성이 있다.

### 고분

#### 청동기 시대
청동기 시대 고분으로는 5기의 석상분(石箱墳)인 제1, 2, 3, 4, 5호가 있다.

#### 철기 시대
철기 시대의 옹관묘로는 제1∼9호의 9기가 있다.

## 같이 보기
- 신석기 시대
- 청동기 시대
- 철기 시대